# Shellharbour Village
Shellharbour Village (engelska: Shellharbour) är en ort i Australien. Den ligger i kommunen Shellharbour och delstaten New South Wales, i den sydöstra delen av landet, omkring 86 kilometer söder om delstatshuvudstaden Sydney. Antalet invånare är 3 304.
Trakten är tätbefolkad. Närmaste större samhälle är Wollongong, omkring 18 kilometer norr om Shellharbour Village. 
Genomsnittlig årsnederbörd är 1 352 millimeter. Den regnigaste månaden är februari, med i genomsnitt 211 mm nederbörd, och den torraste är juli, med 36 mm nederbörd.